# Asota lineata
Asota lineata är en fjärilsart som beskrevs av Rothschild 1897. Asota lineata ingår i släktet Asota och familjen nattflyn. Inga underarter finns listade i Catalogue of Life.